# Andorskie monety euro

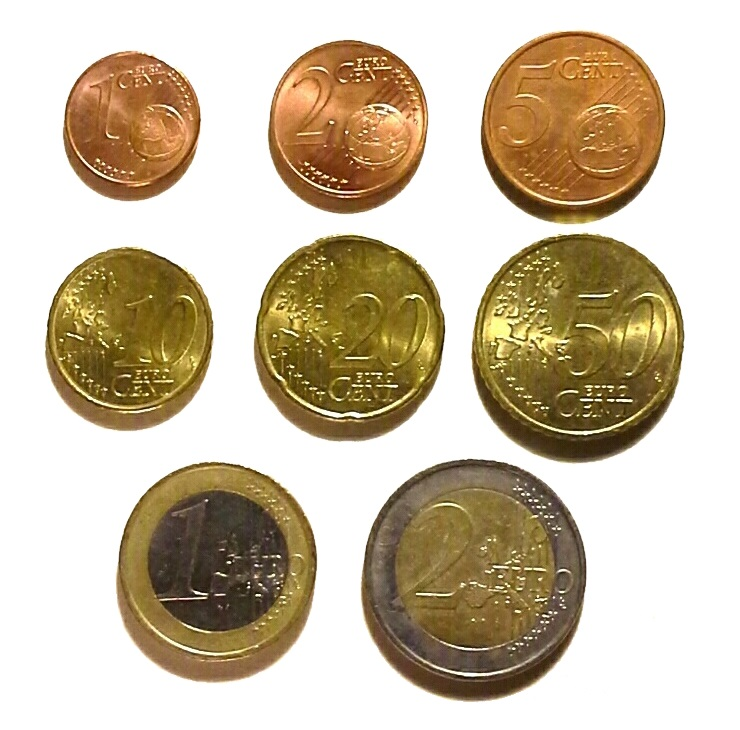
Zestaw monet euro (rewersy)

Monety euro w Andorze wprowadzono oficjalnie do obiegu 15 stycznia 2015 roku, na mocy porozumienia zawartego z Unią Europejską w dniu 30 czerwca 2011 roku. Już wcześniej od roku 2002 w Andorze posługiwano się wyłącznie walutą euro; jednakże była to decyzja jednostronna spowodowana tym, że dwa kraje ościenne Francja i Hiszpania wprowadziły u siebie walutę euro zastępując odpowiednio franka francuskiego i pesetę hiszpańską które obowiązywały w Andorze do roku 2001. Do momentu podpisania umowy pomiędzy Unią Europejską a Andorą, kraj używał euro „de facto”, ale nie „de jure”.
Umowa ta ostatecznie pozwoliła Andorze na wybicie własnych monet o maksymalnej wartości obiegowej 2,4 mln euro. Monety mogły wejść do użytku od 1 lipca 2013 roku, ale w październiku 2012 roku minister finansów Andory Jordi Cinca przesunął datę rozpoczęcia obiegu na rok 2014.
23 grudnia 2014 roku rząd Andory oficjalnie zaprezentował monety euro księstwa, rozpoczynając dystrybucję wyłącznie wśród mieszkańców i ogłaszając skuteczne wprowadzenie do obiegu wszystkich monet wybitych od 15 stycznia 2015 roku.

## Historia
20 państw strefy euro 
(Austria, Belgia, Chorwacja, Cypr, Estonia, Finlandia, Francja, Grecja, Hiszpania, Holandia, Irlandia, Litwa, Luksemburg, Łotwa, Malta, Niemcy, Portugalia, Słowacja, Słowenia i 
 Włochy) 
      1 państwo UE w systemie ERM II, bez klauzuli wyłączającej z przystąpienia do strefy euro (Bułgaria) 
      1 państwo UE w systemie ERM II, z klauzulą wyłączającą z przystąpienia do strefy euro (Dania)
      5 państw UE nie będących w systemie ERM II, ale zobowiązanych do przystąpienia do strefy euro 
(Czechy, 
 Polska, Rumunia, Szwecja i Węgry)
      4 kraje nie będące w UE stowarzyszone ze strefą euro 
(Andora, Monako, San Marino i Watykan)
      2 kraje nie będące w UE które przyjęły jednostronnie walutę euro (Czarnogóra i Kosowo)

waluta Euro w Europie
20 państw strefy euro
(Austria, Belgia, Chorwacja, Cypr, Estonia, Finlandia, Francja, Grecja, Hiszpania, Holandia, Irlandia, Litwa, Luksemburg, Łotwa, Malta, Niemcy, Portugalia, Słowacja, Słowenia i
Włochy)
1 państwo UE w systemie ERM II, bez klauzuli wyłączającej z przystąpienia do strefy euro (Bułgaria)
1 państwo UE w systemie ERM II, z klauzulą wyłączającą z przystąpienia do strefy euro (Dania)
5 państw UE nie będących w systemie ERM II, ale zobowiązanych do przystąpienia do strefy euro
(Czechy,
Polska, Rumunia, Szwecja i Węgry)
4 kraje nie będące w UE stowarzyszone ze strefą euro
(Andora, Monako, San Marino i Watykan)
2 kraje nie będące w UE które przyjęły jednostronnie walutę euro (Czarnogóra i Kosowo)

Andora nie miała oficjalnej waluty przed przyjęciem euro i w przeciwieństwie do otaczających ją dwóch większych sąsiadów, Francji i Hiszpanii, nie jest członkiem UE.
W XX wieku zarówno frank francuski, jak i peseta hiszpańska były używane i akceptowane w Andorze, ale peseta była bardziej rozpowszechniona, a budżety rządowe, pensje i depozyty bankowe były głównie w pesetach. Kiedy te dwie waluty zostały zastąpione przez euro w latach 1999-2002, euro stało się jedyną walutą w Andorze.
W przeciwieństwie do trzech innych europejskich mikropaństw spoza UE, Monako, San Marino i Watykanu, które przyjęły euro po jego wprowadzeniu, Andora nie zawarła umowy monetarnej z UE i korzystała z niej jednostronnie. Umowy te dały trzem mikropaństwom prawo do emisji własnych narodowych awersów monet euro. Podobnie jak monety bite w innych krajach strefy euro, monety mikropaństwowe są ważne w całej strefie euro; jednakże państwa te nie mają reprezentanta w organach zarządzających euro, Europejskim Banku Centralnym (EBC) i Eurogrupie. W 2003 roku Andora wystąpiła od UE o zawarcie z nią porozumienia monetarnego, które dałoby jej prawo do bicia własnych monet.
W 2004 roku Rada Unii Europejskiej przyjęła stanowisko negocjacyjne z Andorą. W następstwie zgody Andory na przestrzeganie dyrektywy Rady 2003/48/WE w sprawie opodatkowania dochodów z oszczędności w formie wypłacanych odsetek, Komisja zaleciła otwarcie negocjacji. Oczekiwano, że negocjacje zakończą się do 2008 roku, ale były wielokrotnie wstrzymywane, częściowo z powodu złych stosunków wynikających ze statusu Andory jako raju podatkowego. Umowa monetarna została ostatecznie uzgodniona przez Andorę i UE w lutym 2011 roku, a umowa ostatecznie została podpisana 30 czerwca 2011 roku. Po wejściu w życie umowy 1 kwietnia 2012 roku euro stało się oficjalną walutą Andory. Andora mogła wyemitować do 2,4 mln monet euro od dnia 1 lipca 2013 r. pod warunkiem, że spełni warunki umowy.
W październiku 2012 roku Jordi Cinca, minister finansów Andory, stwierdził, że 1 stycznia 2014 będzie bardziej prawdopodobną datą rozpoczęcia emisji euro ze względu na opóźnienia w przyjęciu przepisów wymaganych przez układ monetarny. W lutym 2013 roku dyrektor mennicy Andory Jordi Puigdemasa potwierdził, że Andora nie zacznie emitować euro przed 1 stycznia 2014 roku. Jednak UE nie zatwierdziła bicia monet do grudnia 2013 roku, co spowodowało ponowne opóźnienie. Minister kultury Stephen Albert był jednak optymistą, że monety wejdą do obiegu do marca lub kwietnia 2014 roku. Do maja, gdy jeszcze nie wyemitowano euro, Cinca powiedział, że ponownie emisja została opóźniona, ale monety wejdą do obiegu pod koniec 2014 roku. Przytoczył komplikacje związane z podziałem bicia monet między mennice francuską i hiszpańską. Waluta rocznika 2014 ostatecznie została zaprezentowana 23 grudnia 2014 roku i została w całości wybita w Hiszpanii. Francja otrzymała natomiast prawo do bicia monet na rok 2015. Rzeczywisty obieg rozpoczął się 15 stycznia 2015 roku.

## Monety obiegowe

### 1. seria – (2014-teraz)
W 2011 roku ogłoszono konkurs na projekt andorskich monet euro, który odbył się na przełomie marca i kwietnia 2013 roku. Moneta o nominale 2 euro, została wyłączona z konkursu, gdyż obowiązkowo miał być na niej umieszczony herb Andory. W odniesieniu do wzoru monet określono następujące specyfikacje: Moneta 1 euro powinna przedstawiać Casa de la Vall, monety od 10 do 50 centów powinny przedstawiać sztukę romańską, natomiast monety od 1 do 5 centów powinny przedstawiać naturę. 16 maja 2013 roku zaprezentowano wybrane wzory monet i ogłoszono ich wielkość emisji. Monety od 1 do 5 centów zaprojektowane przez Rubena da Silvę przedstawiały kozice pirenejską i sępa brodatego. Monety od 10 do 50 centów przedstawiały fragment fresku Pantokratora w romańskim kościele Sant Martí de la Cortinada oraz motyw romański kościół Santa Coloma. Po sprzeciwie Komisji Europejskiej wobec religijnego motywu Pantokratora, na monetach 10, 20 i 50 centów zaprojektowanych przez Molesa Disseny'ego i Escaldesa-Engordany'ego pozostał jedynie kościół Santa Coloma. Przedstawienie Casa de la Vall na monetach 1 euro zostało zmodyfikowane w porównaniu z projektem konkursowym Jordi Puy. Zmieniono również szczegóły dotyczące monet od 1 do 5 centów – jednak publikacja w Dzienniku Urzędowym UE przedstawia Casa de la Vall w wersji projektu konkursowego. Herb Andory przedstawiony na monecie 2 € przedstawia mitrę i pastorał biskupa Urgell - współksiążę Andory, trzy filary herbu Foix, cztery filary Kataloniii oraz dwie krowy hrabiów Bearn.
Ostatecznie wzory obecnej serii andorskich monet euro wyglądają następująco:
| Nominał     | Motyw                                                                | Zdjęcie motywu                                                       |
| ----------- | -------------------------------------------------------------------- | -------------------------------------------------------------------- |
|             |                                                                      |                                                                      |
| 1 cent      | Kozica pirenejska i sęp brodaty                                      |                                                                      |
| 2 centy     | Kozica pirenejska i sęp brodaty                                      |                                                                      |
| 5 centów    | Kozica pirenejska i sęp brodaty                                      |                                                                      |
| 10 centów   | Kościół w Santa Coloma                                               |                                                                      |
| 20 centów   | Kościół w Santa Coloma                                               |                                                                      |
| 50 centów   | Kościół w Santa Coloma                                               |                                                                      |
| 1 euro      | Casa de la Vall                                                      |                                                                      |
| 2 euro      | Herb Andory                                                          |                                                                      |
|             |                                                                      |                                                                      |
| rant 2 euro | sekwencja 2 ★ ★ powtórzona 6-krotnie, naprzemiennie odwrócona o 180° | sekwencja 2 ★ ★ powtórzona 6-krotnie, naprzemiennie odwrócona o 180° |

Za bicie monet obiegowych odpowiedzialne są 2 mennice. Od roku 2014 i dalej w każdy rok parzysty mennica hiszpańska Real Casa de la Moneda oraz od roku 2015 i w każdy kolejny rok nieparzysty mennica francuska Monnaie de Paris.

## Monety okolicznościowe

### 2 euro
Andora rozpoczęła oficjalne emitowanie okolicznościowych monet 2 euro od roku 2014. Jednakże początkowe monety zostały wprowadzone do sprzedaży dopiero od roku 2016, pomimo wcześniejszej daty bitej na monecie.
Dotychczas Andora wyemitowała następujące okolicznościowe monety 2 euro:
| Rok  | Numer | Nazwa monety                                                                                                   | data wydania      |
| ---- | ----- | --- | ----------------- |
| 2014 | 1     | 20 lat członkostwa Andory w Radzie Europy                                                                      | 29 luty 2016      |
| 2015 | 2     | 25. rocznica podpisania umowy celnej z Unią Europejską                                                         | 18 lipca 2016     |
| 2015 | 3     | 30. rocznica nadania pełnoletności i przyznania praw politycznych mężczyznom i kobietom w wieku osiemnastu lat | 18 lipca 2016     |
| 2016 | 4     | 25-lecie Radia i Telewizji Andory                                                                              | 1 czerwca 2017    |
| 2016 | 5     | 150 lat Nowej Reformy z 1866 roku                                                                              | 1 czerwca 2017    |
| 2017 | 6     | 100 lat hymnu Andory                                                                                           | 8 lutego 2018     |
| 2017 | 7     | Andora – kraj Pirenejów                                                                                        | 8 lutego 2018     |
| 2018 | 8     | 25. rocznica Konstytucji Andory                                                                                | 13 marca 2018     |
| 2018 | 9     | 70. rocznica Powszechnej Deklaracji praw człowieka                                                             | 26 listopada 2018 |
| 2019 | 10    | Finał Pucharu Świata FIS w Narciarstwie Alpejskim 2019                                                         | 11 marca 2019     |
| 2019 | 11    | 600-lecie Rady Generalnej Dolin                                                                                | 11 listopada 2019 |
| 2020 | 12    | XXVII Szczyt Iberoamerykański – Andora 2021                                                                    | 9 grudnia 2020    |
| 2020 | 13    | 50. rocznica powszechnych praw wyborczych kobiet w Andorze                                                     | 9 grudnia 2020    |
| 2021 | 14    | 100. rocznica koronacji Matki Bożej Meritxell                                                                  | 15 grudnia 2021   |
| 2021 | 15    | "Zaopiekujmy się naszymi starszymi osobami"                                                                    | 15 grudnia 2021   |
| 2022 | 16    | 10. rocznica wejścia w życie układu monetarnego między Andorą a Unią Europejską                                | 16 stycznia 2023  |
| 2022 | 17    | Legenda o Karolu Wielkim                                                                                       | 16 stycznia 2023  |
| 2023 | 18    | 30. rocznica przystąpienia Andory do Organizacji Narodów Zjednoczonych                                         | 27 listopada 2023 |
| 2023 | 19    | Święto przesilenia letniego w Andorze                                                                          | 27 listopada 2023 |

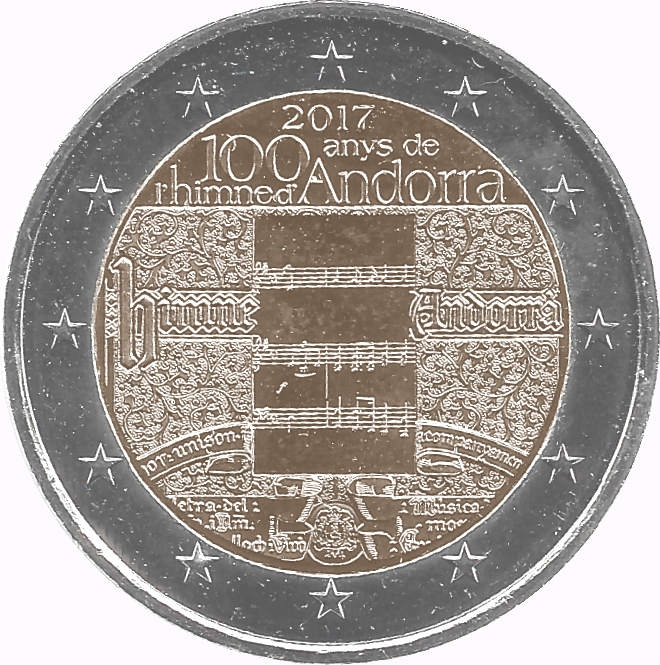
100 lat hymnu Andory, rok emisji: 2017
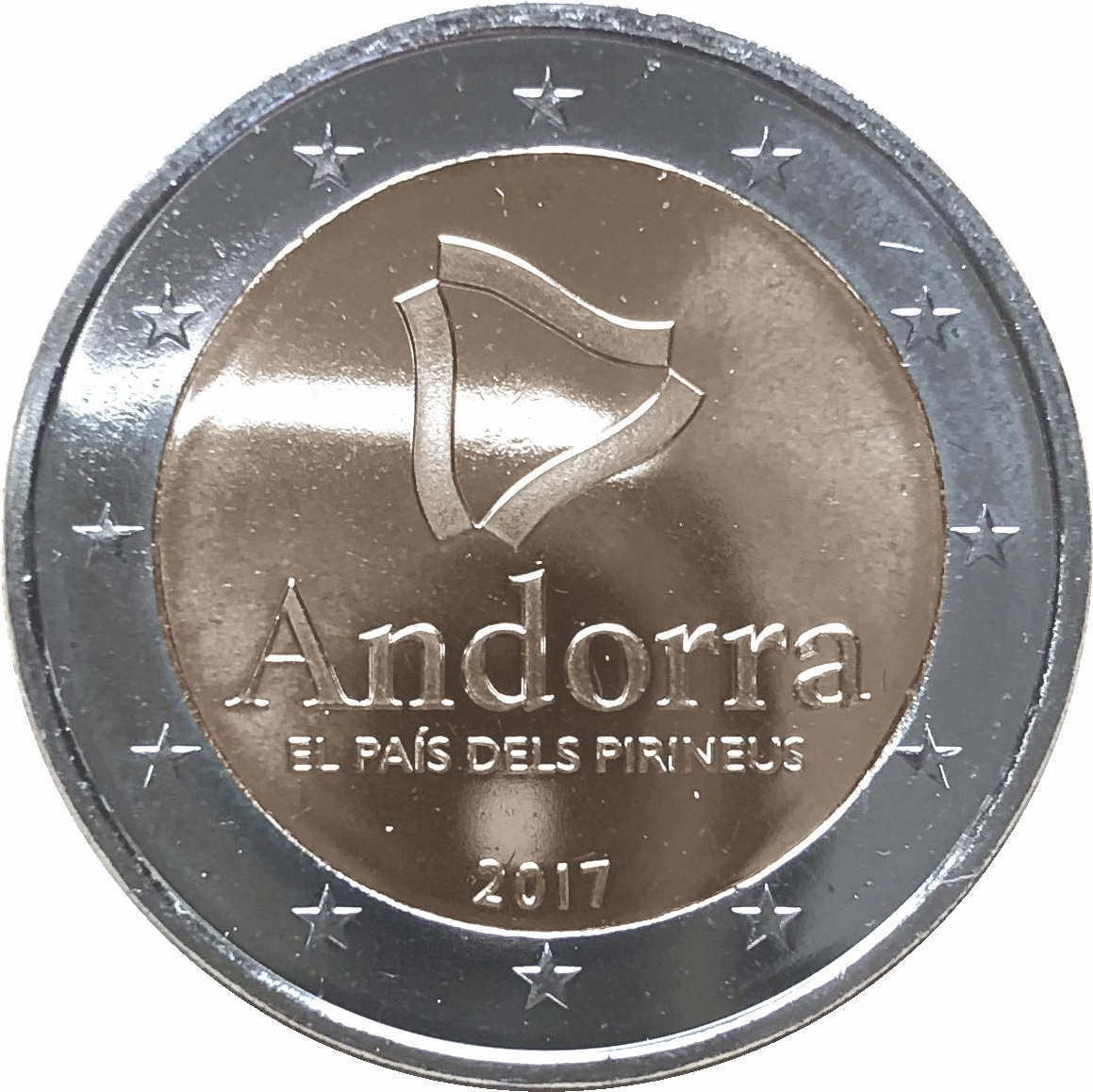
Andora – kraj Pirenejów, rok emisji: 2017

## Monety kolekcjonerskie

### 1,25 euro
Andora rozpoczęła wydawanie kolekcjonerskich monet o nominale 1,25 euro w 2021 roku. Wszystkie dotychczas wydane monety wykonane są z miedzioniklu. Do 2023 roku wydano 6 monet po 2 w każdym roku przedstawiając na nich faunę, florę oraz budowle z Andory.

### 5 euro
W 2018 roku wydano dotychczas jedyną monetę w tym nominale wykonaną ze srebra z okazji 25-lecia Konstytucji Andory.

### 50 euro
W 2018 roku wydano dotychczas jedyną monetę w tym nominale wykonaną ze złota z okazji 25-lecia Konstytucji Andory.